# دوروثي بلوم
دوروثي بلوم (بالإنجليزية: Dorothy Blum)‏ هي عَالِمَة حاسوب أمريكية، ولدت في 21 فبراير 1924 في نيويورك في الولايات المتحدة، وتوفيت في أكتوبر 1980.

## مهنتها
ولدت دوروثي توبليتزكي عام 1924 في مدينة نيويورك لوالدين مهاجرين نمساويين-هنغاريين. بعد تخرجها من جامعة بروكلين سنة 1944، انضمت إلى وحدة فك الشيفرات في الجيش الأمريكي. بقيت في منظمة الحرب العالمية الثانية التي أصبحت وكالة الأمن العسكرية الأمريكية ولاحقًا وكالة الأمن القومي(NSA). تزوجت من جوزيف بلوم، عالم الرياضيات في وكالة الأمن القومي عام 1950، ورُزقا لاحقًا بابن.
في فترة الخمسينيات، عملت بلوم في منظمة وكالة الأمن القومي الداخلية التي كانت مهمتها «تمكين آخر التطورات في مجال الحواسيب» واقترحت عددًا من التقنيات الحاسوبية التي يمكن تبنّيها في مجال فك الشيفرات والاتصالات الاستخباراتية. وضعت برنامجًا حاسوبيًا لوكالة الأمن القومي وقادت الجهود المبذولة لتعليم موظفي الوكالة كتابة برامج فك الشيفرات.
```
بدأت في استخدام لغة 
فورتران
 للبرمجة لمدة ثلاث سنوات قبل إصدارها للعامة في 1957.
[
3
]
 خلال الستينيات والسبعينيات، استمرت بلوم في العمل في مجال علوم الحاسوب، وساعدت في تصميم أنظمة حواسيب وكالة الأمن القومي والعمليات المؤتمتة. في عام 1972، أصبحت رئيسة منظمة العمليات الحاسوبية في وكالة الأمن القومي (C7) لتكون المرأة الوحيدة التي تشغل منصبًا إداريًا في المنظمة في ذلك الوقت.
```

في عام 1977، عُينت رئيسة لمنظمة تنمية الخطط والمشاريع (T4) في منظمة الخدمات الحاسوبية والاتصالات السلكية واللا سلكية. وكانت منخرطة في مجموعة النساء في وكالة الأمن القومي (WIN). وفي عام 1983، أنشأت مجموعة WIN جائزة باسم دوروثي بلوم تُمنح للمتميزين في التنمية الشخصية والمهنية للموظفين. كانت بلوم رائدة في استخدام الحواسيب لمعالجة البيانات بشكل مؤتمت. وكمديرة، أظهرت تعاطفًا مع موظفيها وعملت على تعزيز مهنة جميع مَن في منظمتها. هؤلاء الذين يتذكرون دوروثي بلوم يقومون غالبًا بالإشادة في اهتمامها بالناس أكثر حتى من مواهبها المهنية.

## إرثها
توفيت بلوم بسبب مرض السرطان في أكتوبر عام 1980 عن عمر 56 سنة. وفي عام 2004، أصبحت عضوًا في قاعة الشرف الخاصة بوكالة الأمن القومي. تنص سيرة ذاتية عن بلوم من الوثائق الرسمية لوكالة الأمن القومي على أنه خلال مسيرتها لمدة 36 سنة غيرت جذريًا الطرق التي استخدمتها الوكالة لفك الشيفرات. وقد انتخبت واحدة من أكثر 100 امرأة بارزة في الحكومة الفيدرالية.4
خلال مسيرتها المهنية في الإدارة، عُرِف عن بلوم بشكل كبير اهتمامها الصادق والشخصي في الناس، وإرشادها المهني الذكي والمؤثر الذي وجهته إلى العديد من موظفي الوكالة.
ساعدت بصيرة بلوم الولايات المتحدة الأمريكية بأن تبقى متقدمة بخطوة عن أعدائها في مجال التكنولوجيا وساهمت في إغناء الابتكار في مجال الدارات المتكاملة.